# یوجین گوپکو
یوجین گوپکو (انگلیسی: Eugen Gopko؛ زادهٔ ۵ ژانویهٔ ۱۹۹۱) بازیکن فوتبال اهل آلمان است.
از باشگاه‌هایی که در آن بازی کرده‌است می‌توان به باشگاه فوتبال ماینتس ۰۵ اشاره کرد.
وی همچنین در تیم ملی فوتبال جوانان آلمان بازی کرده‌است.